# Robert Bernard
Robert Bernard (* 10. März 1913 in Schweinfurt; † 17. Februar 1990) war ein deutscher Fußballspieler, der 1936 in der deutschen Fußballnationalmannschaft zwei Länderspiele als Aktiver des VfR 07 Schweinfurt absolviert hat.

## Laufbahn

### Verein

#### VfR 07 Schweinfurt
Robert Bernard begann seine Fußballkarriere beim VfR 07 Schweinfurt. 1938/39 gelang der Aufstieg in die Gauliga Bayern. Dort spielte der dominierende Lokalrivale 1. FC Schweinfurt 05 seit Jahren eine gute Rolle. Im Tschammerpokal des Jahres 1940 besiegten die Rasensportler am 7. Juli die favorisierten Grün-Weißen mit 4:2 Toren und zogen bis in die 2. Hauptrunde des Wettbewerbs ein. Beim 2:1-Heimerfolg in der 1. Pokalhauptrunde gegen den Mülheimer SV 06 zeichnete sich Bernard mit dem Siegtreffer in der Verlängerung aus. Der Offensivkraft von Rapid Wien konnte auch Robert Bernard am 18. September nicht ausreichend Paroli bieten. Mit 1:7 Toren war das Pokalabenteuer nach Treffern von Franz Binder, Hans Pesser und Georg Schors für den VfR zu Ende.
Während des Zweiten Weltkriegs gehörte Bernard der populären Pariser Soldatenelf an.

#### 1. FC Schweinfurt 05
Nach dem Ende des Zweiten Weltkriegs und dem Beginn des Oberligafußballs in Süddeutschland, schloss sich Robert Bernard dem 1. FC Schweinfurt 05 an. An der Seite von Albin Kitzinger und Andreas Kupfer bestritt er von 1946 bis 1951 in der Fußball-Oberliga Süd 126 Spiele und erzielte dabei 17 Tore. Der Vater des späteren Nationaltorhüters Günter Bernard spielte noch mit 37 Jahren Fußball in der Oberliga Süd. Mit dem Spiel am 22. Oktober 1950 in Nürnberg, der Club gewann mit 4:2 Toren, beendete Robert Bernard seine aktive Spielerlaufbahn.

### Auswahlmannschaften

#### Deutsche Fußballnationalmannschaft
Zur Vorbereitung auf die Olympischen Spiele 1936 in Berlin führte Reichstrainer Otto Nerz Anfang Mai 1936 einen Lehrgang mit fünf Spielen gegen die englische Profimannschaft des FC Everton durch. Robert Bernard kam dabei zu zwei Spieleinsätzen: Am 9. Mai in Hamburg bei der 0:2-Niederlage und am 24. Mai in Nürnberg beim 1:1-Unentschieden. In beiden Begegnungen spielte er auf der Außenläuferposition. Mit seiner Leistung spielte er sich in den dreiwöchigen Lehrgang, der im Juli stattfand. Für das 22er-Aufgebot wurden danach folgende Läufer nominiert:
Ludwig Goldbrunner, Rudolf Gramlich, Paul Janes, Paul Mehl, Wilhelm Sold und Robert Bernard.
Im Rahmen der Olympischen Spiele debütierte der Schweinfurter beim Auftaktspiel der deutschen Nationalmannschaft am 4. August gegen Luxemburg in der Länderelf. Nach dem hohen 9:0-Sieg stand er auch in der Mannschaft, die am 7. August gegen Norwegen sensationell mit 0:2 Toren aus dem Turnier ausschied. Zu weiteren Länderspieleinsätzen wurde er in der Folge nicht mehr berufen.
Am 12. Mai 1937 bildeten aber die drei Schweinfurter Andreas Kupfer, Robert Bernard und Albin Kitzinger die Läuferreihe beim Testspiel der Nationalmannschaft gegen Manchester City. Dieses Spiel fand vier Tage vor der „Geburtsstunde“ der Breslau-Elf am 16. Mai 1937 statt. Beim 3:2-Sieg einer Deutschland-Auswahl gegen Manchester City am 22. Mai 1937 war Bernard wieder im Einsatz.

#### Gauauswahl Bayern
Drei Jahre nach seinem Debüt in der Nationalmannschaft wurde der 26-jährige Schweinfurter auch in die Gauauswahl von Bayern berufen. Im Wettbewerb des Reichsbundpokals der Runde 1939/40 gab er am 3. Dezember 1939 in München beim Spiel gegen Württemberg sein Debüt auf der rechten Verteidigerposition. Bayern gewann mit 3:0 Toren und setzte sich am 14. Januar 1940 in Frankfurt am Main auch mit 2:1 gegen Südwestdeutschland durch. Bei der Halbfinalpartie gegen die Ostmark hatte Bayern Heimvorteil und gewann am 19. Mai 1940 mit 2:0 Toren in München und zog damit in das Finale ein. In beiden Spielen war Robert Bernard als rechter Verteidiger im Einsatz. Das Endspiel wurde am 30. Juni 1940 in Augsburg gegen Sachsen ausgetragen. Das bayerische Team um Kapitän Ludwig Goldbrunner holte sich den Verbandspokal mit 3:1 Toren. Bernards Widerpart auf sächsischer Seite, Linksaußen Willi Arlt, gelang zwar in der 69. Spielminute der zwischenzeitliche 1:1-Ausgleich, den Pokal holte aber die Gauauswahl von Bayern. Nach Erfolgen über Niedersachsen, Ostpreußen und Südwestdeutschland zog der Titelverteidiger Bayern mit Robert Bernard erneut in das Finale um den Reichsbundpokal 1941 ein.
Als Kapitän führte er am 7. September 1941 die Vertretung aus Bayern in Chemnitz auf das Feld gegen den Herausforderer Sachsen. Der Dresdner SC, verstärkt durch Lothar Richter vom Chemnitzer BC und Ernst Willimowski von PSV Chemnitz, gewann das Spiel aber mit 2:0 Toren.

## Erfolge

### Mit dem Verein
- Teilnahme an der erstklassigen Gauliga Bayern: 1939/40, 1940/41 (VfR 07 Schweinfurt)
- Tschammerpokal: Zweite Schlussrunde 1940 (VfR 07 Schweinfurt)

### Als Auswahlspieler
- Deutsche Fußballnationalmannschaft: 1936 (2 Einsätze/0 Tore)
- Gauauswahl Bayern: Sieger des Reichbundpokals 1940

## Nach der Karriere
Der gelernte Werkzeugschlosser hatte zuerst eine Anstellung bei den Vereinigten Kugellagerfabriken, wo er später auch als Betriebssportlehrer tätig werden konnte, bevor er nach dem Weltkrieg bei den Schweinfurter Stadtwerken seine Lebensstellung fand. Im Amateurbereich übte er das Traineramt beim FC Bad Kissingen und SG Franken Sennfeld aus.